# Municipio de Mansfield (Ohio)
El municipio de Mansfield (en inglés: Mansfield Township) es un municipio ubicado en el condado de Richland en el estado estadounidense de Ohio. En el año 2010 tenía una población de 47767 habitantes y una densidad poblacional de 609,3 personas por km².

## Geografía
El municipio de Mansfield se encuentra ubicado en las coordenadas 40°46′0″N 82°31′51″O / 40.76667, -82.53083. Según la Oficina del Censo de los Estados Unidos, el municipio tiene una superficie total de 78.4 km², de la cual 78.26 km² corresponden a tierra firme y (0.18%) 0.14 km² es agua.

## Demografía
Según el censo de 2010, había 47767 personas residiendo en el municipio de Mansfield. La densidad de población era de 609,3 hab./km². De los 47767 habitantes, el municipio de Mansfield estaba compuesto por el 73.29% blancos, el 22.17% eran afroamericanos, el 0.2% eran amerindios, el 0.73% eran asiáticos, el 0.05% eran isleños del Pacífico, el 0.55% eran de otras razas y el 3% pertenecían a dos o más razas. Del total de la población el 1.92% eran hispanos o latinos de cualquier raza.